# Bohnitzsch

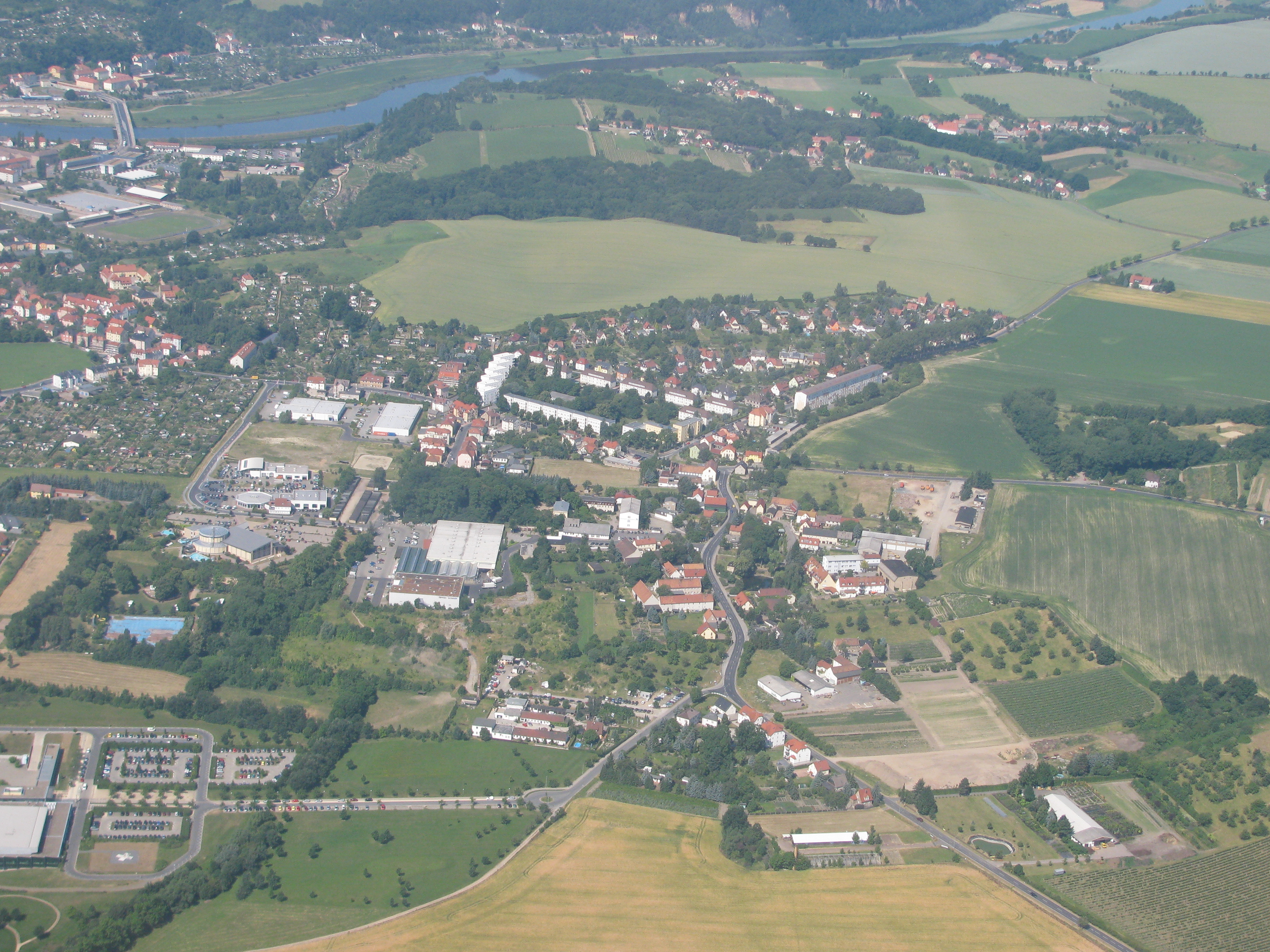
Bohnitzsch aus der Vogelperspektive

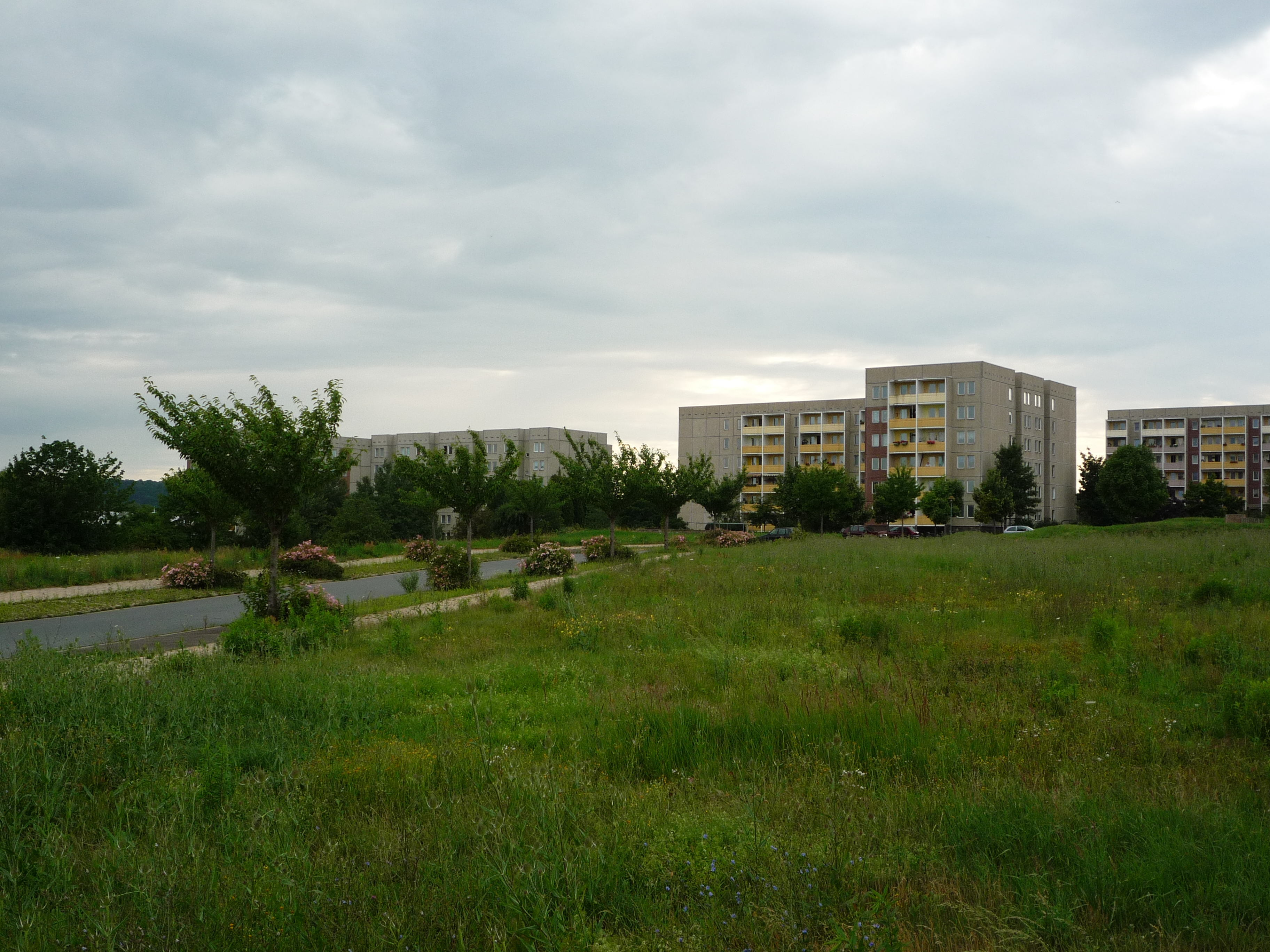
Plattenbaugebiet an der Fellbacher Straße in Bohnitzsch

Bohnitzsch ist ein Stadtteil von Meißen im Landkreis Meißen, Sachsen.

## Geographie
Bohnitzsch liegt in der gleichnamigen Gemarkung im Nordosten des Meißner Stadtgebiets. Es ist umgeben von den anderen zu Meißen gehörenden Stadtteilen bzw. Gemarkungen Proschwitz im Westen, Zscheila im Süden und Nassau im Osten. Nördlich bzw. nordöstlich benachbart sind die Niederauer Ortsteile Ockrilla und Gröbern.
Durch Bohnitzsch verläuft unter dem Namen Großenhainer Straße die Bundesstraße 101, die nach Süden zum Meißner Stadtzentrum und nach Norden in Richtung Großenhain weiterführt. Von ihr zweigt der Dieraer Weg ab, der in das nordwestlich gelegene Diera führt. Der Ortskern liegt entlang der Bohnitzscher Straße. An den ÖPNV ist Bohnitzsch durch die Buslinien C, 407 und 409 der Verkehrsgesellschaft Meißen angebunden.
In Bohnitzsch liegen unter anderem das Meißner Kombibad „Wellenspiel“ und das Meißner Kreiskrankenhaus. An der Großenhainer Straße erstreckt sich mit den GEWOG-Bauten eine inzwischen denkmalgeschützte Wohnsiedlung, die in den frühen 1930er Jahren nach Plänen von Hans Waloschek im Stil der Neuen Sachlichkeit errichtet wurde. Im Norden des Stadtteils erstreckt sich ein großes, ursprünglich für die Sächsische Armee gebautes Kasernengelände, das zuletzt von der Sowjetarmee genutzt wurde. Der Teil westlich der Großenhainer Straße dient heute als Wohnheimkomplex der Hochschule Meißen (FH) und Fortbildungszentrum.

## Geschichte

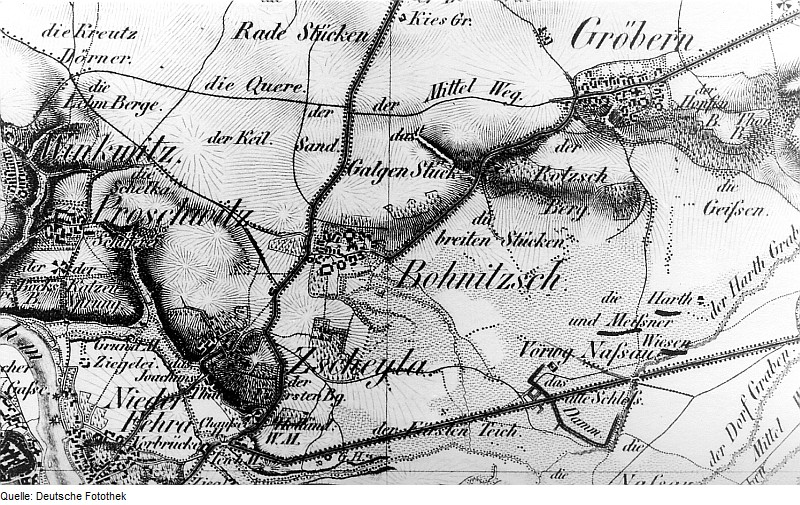
Bohnitzsch, seine Nachbarorte und alte Flurnamen der nahen Umgebung auf einer Karte aus dem 19. Jahrhundert

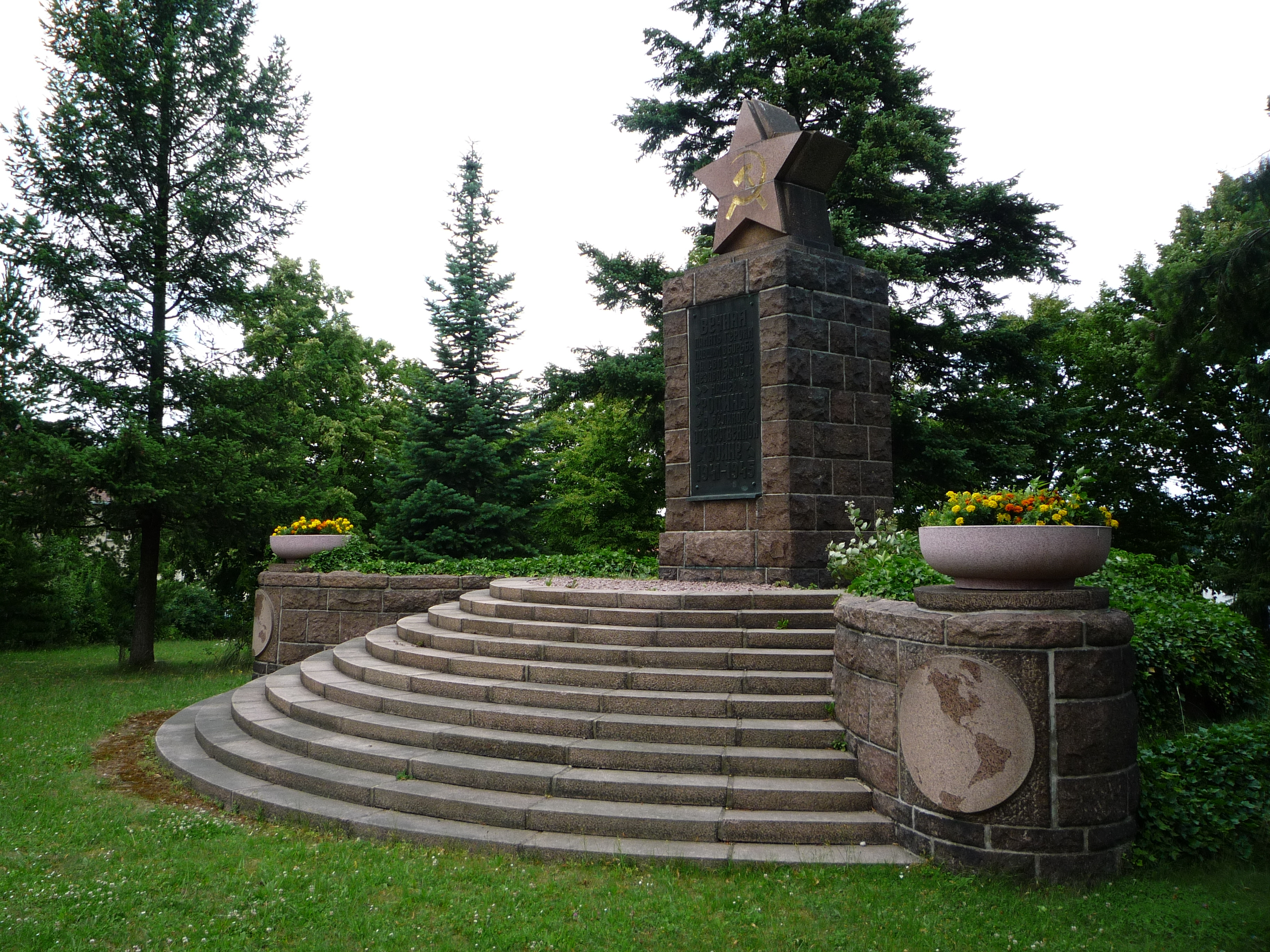
Ehrenmal für die Rote Armee auf dem sowjetischen Soldatenfriedhof in Bohnitzsch

Erstmals erwähnt wurde der Ortsname 1351 als Bestandteil des Personennamens „Johannes de Boncz“. In den folgenden Jahrhunderten waren unter anderem die Schreibweisen „Bonschz“, „Bunczsch“, „Bonitsch“ und „Benitz“ in Gebrauch. Für die Bedeutung des Ortsnamens gibt es zwei Erklärungsansätze. Der Name lässt sich entweder auf eine Kurzform von Bonifatius zurückführen und würde somit „Siedlung der Leute eines Bon[ifatius]“ bedeuten. Oder er leitet sich von der altsorbischen Wurzel *bon ab, die einen nassen Rasen oder eine feuchte Wiese beschreibt. Bohnitzsch wäre demnach die „Siedlung auf feuchtem Gelände“. In jedem Fall ist der Name slawischen Ursprungs.
Das wohl von Sorben gegründete Platzdorf lag in einer im Jahr 1900 etwa 235 Hektar umfassenden Block-Gewannflur, auf deren 15 Hufen (16. Jahrhundert) die Bewohner Landwirtschaft betrieben. Die Verwaltung des Ortes oblag jahrhundertelang dem Erbamt Meißen, es handelte sich demnach um ein Amtsdorf. Im Jahr 1856 gehörte Bohnitzsch zum Gerichtsamt Meißen und kam danach zur Amtshauptmannschaft Meißen, aus der der gleichnamige Landkreis hervorging. 
Auf Grundlage der Landgemeindeordnung von 1838 erlangte Bohnitzsch Selbstständigkeit als Landgemeinde, zu der als Ortsteil außerdem das Vorwerk in Nassau gehörte. Bohnitzsch wurde 1914 gemeinsam mit dem Nachbarort Zscheila, wonach es schon seit dem 16. Jahrhundert eingepfarrt war, nach Meißen eingemeindet und bildet seitdem einen Stadtteil der Kreisstadt. Erweiterungen des alten Dorfes erfolgten ab dem späten 19. Jahrhundert, zunächst unmittelbar um den Dorfkern herum (z. B. Häuser am Gerichtsweg, Kleinsiedlungen Am Bogen und Hohe Wiese). In den 1980er Jahren wurde im Südosten das Plattenbauviertel an der Fellbacher Straße errichtet. Nördlich und östlich davon entstanden um 2000 zwei Eigenheimsiedlungen (Many-Jost-Weg, Käutzchenring).
Südwestlich von Bohnitzsch steht in der Gemarkung Zscheila ein denkmalgeschütztes sowjetisches Ehrenmal.

## Einwohnerentwicklung
| Jahr | Einwohner                                 |
| ---- | ----------------------------------------- |
| 1551 | 16 besessene Mann, 1 Gärtner, 15 Inwohner |
| 1764 | 13 besessene Mann, 4 Häusler              |
| 1834 | 146                                       |
| 1871 | 227                                       |
| 1890 | 465                                       |
| 1910 | 1432                                      |
| 1925 | siehe Meißen                              |